# Darren Balmforth
Darren Balmforth, né le 16 octobre 1972 à Hobart, est un rameur d'aviron australien.

## Carrière
Darren Balmforth participe aux Jeux olympiques de 2000 à Sydney et remporte la médaille d'argent avec le quatre sans barreur poids légers australien composé de Simon Burgess, Anthony Edwards et Robert Richards.